# Eusebius von Cremona

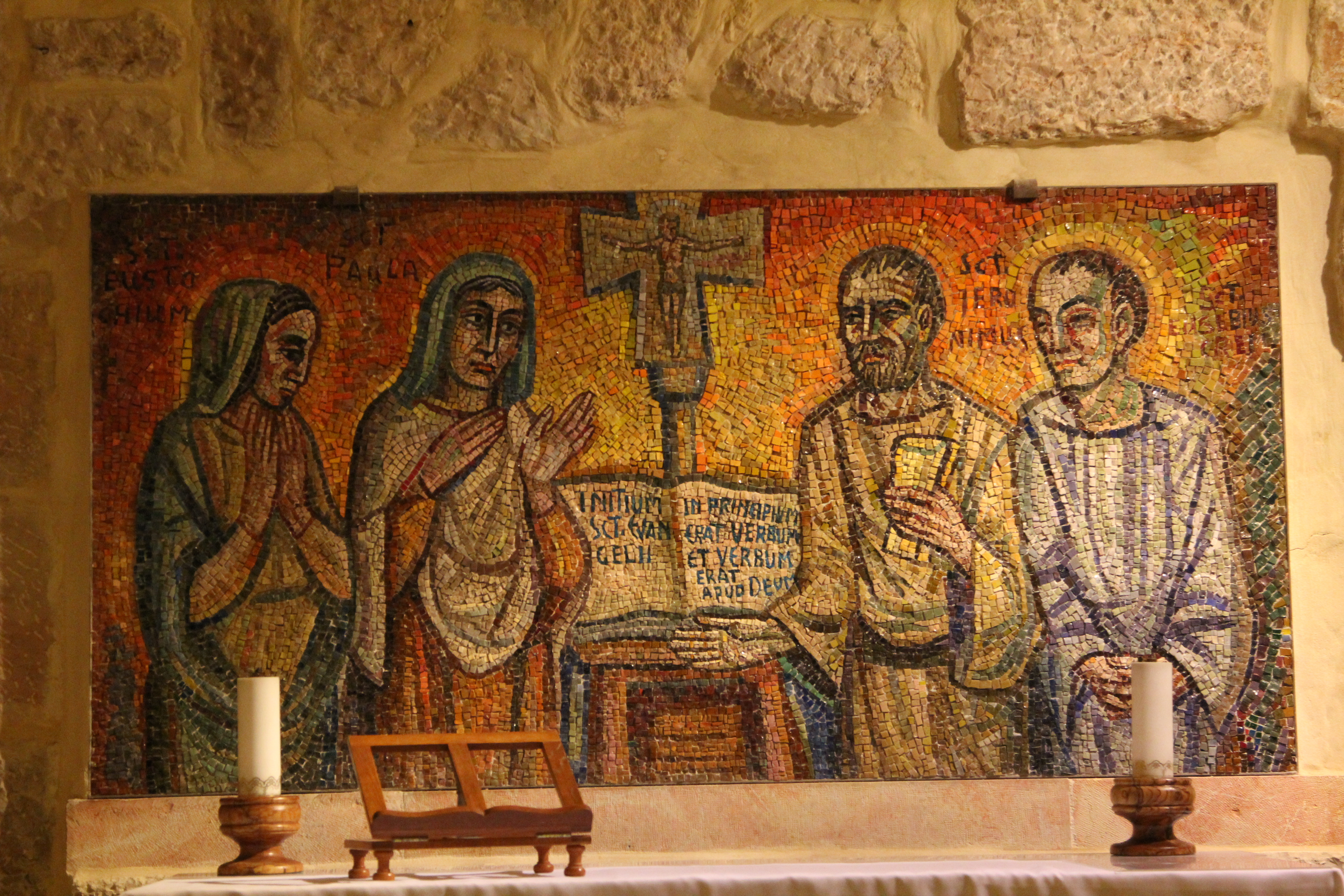
Eustochium, Paula, Hieronymus und Eusebius von Cremona (Mosaik, 20. Jahrhundert, in den franziskanischen Grotten unter der Geburtskirche)

Eusebius von Cremona (geboren um 350 in Cremona; gestorben nach 420) war ein Mitbruder und Vertrauter des Hieronymus, als dieser in seiner letzten Lebensphase Vorsteher eines Klosters in Bethlehem war. Er wird in der römisch-katholischen Kirche als Heiliger verehrt; im Bistum Cremona wird sein Gedenktag am 5. März begangen.

## Biografie
Eusebius war wahrscheinlich als Angehöriger der Nobilität im Staatsdienst tätig, bevor er sich für ein Leben als Asket entschied und 392/93 in das von Hieronymus geleitete Kloster in Bethlehem eintrat.
Er beherrschte kein Griechisch; deshalb fertigte Hieronymus für ihn eine lateinische Übersetzung des Briefs an, mit dem Epiphanios von Salamis den Bischof Johannes von Jerusalem und Rufinus von Aquileia des Origenismus verdächtigte. Obwohl Eusebius diese Übersetzung nur zu seiner privaten Verwendung erhalten hatte, tauchte das Schreiben in Jerusalem auf, und Johannes und Rufinus erfuhren davon. Das trug dazu bei, Hieronymus in den Origenistischen Streit hineinzuziehen.
Im Frühsommer 398 reiste Eusebius aus privaten Gründen nach Rom und blieb dort als Vertrauensmann des Hieronymus. Er bekam einen Entwurf von Rufinus’ lateinischer Übersetzung von Origenes’ Hauptwerk De principiis in die Hände. Rufinus hatte seine Übersetzung noch nicht abschließend durchkorrigiert. Eusebius spielte diesen Text Hieronymus zu, der eine Gegenübersetzung anfertigte. Damit sollte einerseits Rufinus’ Übersetzung diskreditiert und andererseits Origenes als Häretiker entlarvt werden. In diesem Sinn agitierte Eusebius in den folgenden drei Jahren gegen Rufinus in Italien. „Im weiteren Verlauf des origenistischen Streits spielte E[usebius] … im Zusammenhang mit der Fälschung und Entwendung von Schriftstücken immer wieder eine zwielichtige Rolle.“
Hieronymus widmete Eusebius von Cremona seinen Kommentar zum Matthäusevangelium und zum Buch des Propheten Jesaja.

## Hagiografie

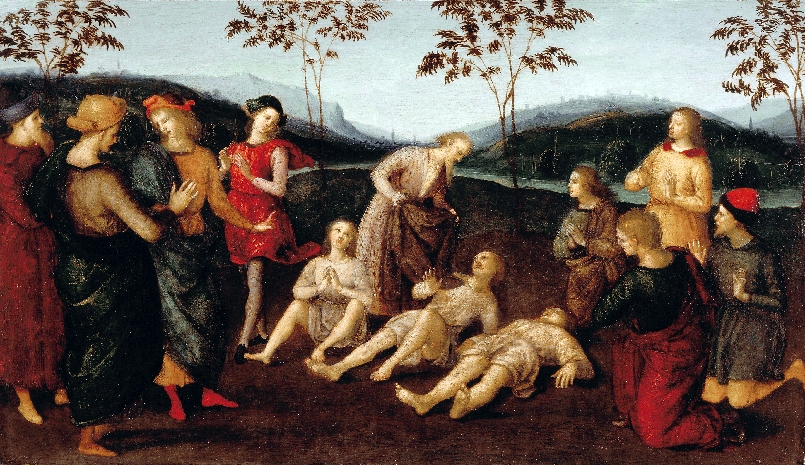
Eusebius erweckt Tote mit dem Mantel des Hieronymus (Raffael, 1502/03, Museu Nacional de Arte Antiga)

Ein mittelalterlicher Anonymus verfasste unter dem Namen des Eusebius eine erbauliche Erzählung über den Tod des Hieronymus (De morte Hieronymi). Er bedient sich der Briefform und stellt aus der Perspektive des vertrauten Jüngers die Sterbestunde des Hieronymus als Vollendung seines christlichen Lebens dar. Der Empfang der Sterbesakramente ist wichtig; der Text ist voller Bibelzitate. Der Eusebius-Brief steht mit einem weiteren pseudepigraphen mittelalterlichen Text in Beziehung, dem Cyrillus-Brief (De miraculis Hieronymi). Er entfaltet die Fegefeuer-Lehre und erläutert, was auf den Menschen nach seinem Tod wartet. Der Cyrillus-Brief erzählt von Wundern, die Hieronymus gewirkt haben soll; Eusebius kommt darin als Meisterschüler des Heiligen vor. Die Geschichte von drei Toten, die Eusebius mit dem Mantel des Hieronymus wieder zum Leben erweckt, ist mit Eusebius’ eigenem Tod verknüpft. Auch Eusebius’ Sterbestunde bietet Gelegenheit, den Empfang der Sterbesakramente zu beschreiben.
In den franziskanischen Grotten unter der Geburtskirche in Bethlehem wird auch eine Grotte des Eusebius von Cremona gezeigt.